# Wimanornis seymourensis
Wimanornis seymourensis — викопний вид пінгвінів, що існував впродовж пізнього еоцену (37-34 млн років тому). Викопні рештки виявлені на острові Сеймур в Антарктиці.